# Apanteles pseudoglossae
Apanteles pseudoglossae är en stekelart som beskrevs av Muesebeck 1921. Apanteles pseudoglossae ingår i släktet Apanteles och familjen bracksteklar. Inga underarter finns listade i Catalogue of Life.